# Un homme qui crie
Un homme qui crie (no Brasil, Um Homem Que Grita) é um filme de drama franco-chadiano de 2010 dirigido e escrito por Mahamat Saleh Haroun. Estrelado por Youssouf Djaoro e Diouc Koma, venceu o Prêmio do Júri do Festival de Cannes.

## Elenco
- Youssouf Djaoro - Adam
- Diouc Koma - Abdel
- Emile Abossolo M'Bo
- Hadjé Fatimé N'Goua - Mariam
- Marius Yelolo - David
- Djénéba Koné - Djeneba